# Congregibacter litoralis
Congregibacter litoralis KT71 es una bacteria que pertenece a la clase de las gammaproteobacterias gramnegativa perteneciente al clado NOR5/OM60 descubierto en las aguas de Heligoland, una isla ubicada en el Mar del Norte por H. Eilers del Instituto Max Planck de Microbiología . C. litoralis KT71 se describe como una bacteria pleomórfica que mide aproximadamente 2 x 0,5 μm. Cuando es cultivada, C. litoralis KT71 tiene un período de incubación de 4,5 horas y se desarrolla mejor en sustratos complejos donde la fuente de carbono es  indefinida, aunque puede utilizar algunas fuentes de carbono únicas pues es muy probable que el organismo las utilice para las necesidades de su metabolismo central.

## Clasificación

### Filogenia
Congregibacter litoralis KT71 fue una de las primeras bacterias cultivadas del clado OM60/NOR5 y forma parte de los fotótrofos anoxigénicos aeróbicos (AAnP por sus siglas en inglés), un grupo de bacterias que incluye a las gamma y alfaproteobacterias de agua salada y dulce. Dentro del ambiente oceánico, los miembros del clado OM60/NOR5 son cosmopolitas, pero parecen tener una mayor población en áreas costeras eufóticas . El abril del 2015, C. litoralis KT71 fue clasificada en el recién propuesto Orden de Cellvibrionales y a la Familia Halieaceae . Dentro del clado OM60/NOR5, Congregibacter litoralis KT71 se agrupa correspondiente al gen 16S rRNA, con los géneros Congregibacter, Haliea, Halioglobus, Luminiphilus y Pseudohaliea .

## Descubrimiento y aislamiento
KT71 fue descubierto por primera vez en una muestra de agua superficial cerca de Helgoland, una isla en el Mar del Norte, por Eilers et al, en el agosto del 1999. Para contener el organismo, Eliers et al. utilizó placas de proteínas complejas bajas en nutrientes llamados MPM desarrollados por Schut et al. Los MPM fueron diseñados para imitar las características del agua de mar. Sin embargo, Eilers et al. modificó los MPM, esto para regular el pH a 7,5 y redujo NH 4 Cl y KH 2 PO 4 a 50 y 1,5 μM, respectivamente. Por un corto período de tiempo, se sembró agua de mar sobre MPM y MPM modificado y los dejó desarrollarse durante 37 días. Luego de los 37 días, las colonias se recogieron y se colocaron en un cultivo de MPM líquido.

## Información genómica básica
En 2004, se usó a C. litoralis KT71 para la secuenciación del genoma completo. Para secuenciar el organismo, se prepararon grupos de plásmidos y fósmidos con tamaños entre 4 y 40 kb. Las secuencias clonales se realizan mediante un secuenciador de ADN 3730XL de Applied Biosystems en el Centro de Tecnología Conjunta de la Fundación Científica J. Craig Venter . A partir de esto, se determinó que un genoma de C. litoralis KT71 tenía un tamaño de 4,35 Mbp con un 57,7% de contenido de GC. Además, el genoma está formado por 3933 genes codificantes . Una vez ensamblado el genoma de KT71 se examinó en busca de áreas en donde las proteínas sean codificadas utilizando el Canal de anotación automática de genomas procarióticos (PGAAP por sus siglas en inglés) del Centro Nacional de Información Biotecnológica . Una vez la anotación del genoma fue completada, la lectura de marcos abiertos fue realizada con el sistema de anotación GenDB v2.2 .

## Metabolismo
Congregibacter litoralis KT71 es una bacteria fotoheterótrofa aerobioa anoxigénica (AAnP). En términos generales, esto quiere decir que KT71 es un organismo aeróbico que tiene tendencia a preferir ambientes bajos en oxígeno. Para encontrar estos entornos, KT71 usa un flagelo combinado con quimiotaxis para moverse a las áreas con poco oxígeno que haya encontrado. Aunque contiene un súper operón de fotosíntesis completo, KT71 no tiene la capacidad de crecer de manera autotrófa . En su lugar, KT71 utiliza la luz para la cadena de transporte de electrones dependiente de la luz a través de su fotosistema para generar un gradiente electroquímico de protones . Para determinar el funcionamiento del metabolismo de KT71, el organismo se cultivó en un entorno mineral que contenía: 35,0 g de sales marinas, 0,1 g de NH 4 Cl, 0,05 g de K 2 HPO 4 y 10 ml de una solución vitamínica. Luego, el ambiente mineral fue complementado con varios compuestos de carbono para determinar la capacidad del uso de carbono de KT71 en su metabolismo. A partir de esto, se determinó que KT71 es capaz de usar fuentes de carbono como glutamato, piruvato y ácidos grasos, y también de sustratos más complejos como lo es el extracto de levadura y la peptona tripticasa. Dentro de su genoma, se han encontrado genes, con la función de la anotación del genoma, relacionados con las rutas de las pentosas fosfato, el ciclo del ácido tricloroacético (TCA) y el ciclo del ácido cítrico que según el observamiento están correlacionados con el metabolismo de KT71. Además, KT71 no puede usar la glucosa como su única fuente de carbono sino que requiere de alguna otra fuente, a diferencia de la mayoría de las bacterias, lo que fue respaldado por un análisis del genoma que demostró una falta de los genes necesarios para metabolizar la glucosa. Aunque el añadir azufre inorgánico fue infructuoso para el desarrollo y crecimiento del organismo, KT71 tiene los genes oxidantes de azufre ( <i id="mwrQ">sox</i> ) que están dispuestos de una manera única dentro de su genoma . Se predice que si se llegase al uso de los genes sox, estarían en la ruta de adenosina 5'-fosfosulfato (APS)/3'-fosfoadenosina-5'-fosfosulfato (PAPS por sus siglas en inglés) .

## Importancia y papel

### Importancia
Aunque KT71 y otras AAnP representan más del 10 % de la comunidad bacterioplancónica en océanos oligotróficos, estudios más recientes han demostrado que no tienen tanta importancia en mar abierto como en las regiones oceánicas costeras eutróficas y mesotróficas (más del 15%). Además, aunque todas las AAnP se han ubicado previamente en Alphaproteobacteria, KT71 fue la primera Gammaproteobacteria AAnP en contenerse y abre la posibilidad de un posible segundo grupo de AAnP. Por lo tanto, KT71 servirá como organismo modelo para este grupo para ayudar a la demostración de la importancia de las AAnP de Gammaproteobacteria en el entorno costero.

### Papel
Cuando creció en un entorno puro, se observó bajo un microscopio que KT71 estaba produciendo agregados. Esta información fue respaldadas por el análisis del genoma en el que se encontraron genes que codifican pilus tipo IV, así como la producción de polisacáridos extracelulares . Que KT71 utiliza la formación de polisacáridos ya había sido predicho por Fuchs et al. para ayudar a formar nieve marina . KT71 usa estas partículas ricas en nutrientes como fuente de alimentos o viven en una relación de comensalismo con otras bacterias que producen los compuestos necesarios para que KT71 pueda hacer uso de los sustratos.